# Благовещенский сельсовет (Курганская область)
Благове́щенский сельсовет — упразднённые административно-территориальная единица и муниципальное образование со статусом сельского поселения в составе Шумихинского района Курганской области в связи с преобразованием района в Шумихинский муниципальный округ.
Административный центр — село Благовещенское.

## История
В соответствии с Законом Курганской области от 6 июля 2004 года № 419 сельсовет наделён статусом сельского поселения.

## Население
| 1989 | 2002 | 2010 | 2012 | 2013 | 2014 | 2015 |
| ---- | ---- | ---- | ---- | ---- | ---- | ---- |
| 737  | ↘580 | ↘439 | ↘408 | ↘388 | ↘366 | ↘354 |
| 2016 | 2017 | 2018 | 2019 | 2020 |      |      |
| ↘341 | ↘328 | ↘322 | ↘309 | ↘293 |      |      |

## Состав сельского поселения
| № | Населённый пункт  | Тип населённого пункта       | Население |
| - | ----------------- | ---------------------------- | --------- |
| 1 | Благовещенское    | село, административный центр | ↘382      |
| 2 | Большое Субботино | деревня                      | ↘57       |